# محوطه جنگل ۱
محوطه جنگل ۱ مربوط به هزاره سوم قبل از میلاد است و در شهرستان سرباز، بخش مرکزی، دهستان پارود، روستای جنگل واقع شده و این اثر در تاریخ ۲۷ اسفند ۱۳۸۷ با شمارهٔ ثبت ۲۶۳۶۳ به‌عنوان یکی از آثار ملی ایران به ثبت رسیده است.